# Coupe Challenge féminine de handball 2000-2001
Navigation
Coupe des Villes 1999-2000 Coupe Challenge 2001-2002
La coupe Challenge 2000-2001 est la 8e édition de la Coupe Challenge féminine de handball, compétition créée en 1993.
La compétition est remportée par le club français du Handball Cercle Nîmes face au club croate du Split Kaltenberg. Nimes est ainsi le premier club féminin français à enlever une Coupe d'Europe.

## Formule
La coupe Challenge, a priori la moins réputée des différentes compétitions européennes, est également appelée C4. 
L’épreuve débute par un tour préliminaire où dix équipes se disputent la qualification pour les quarts de finale. 
Tous les tours se déroulent en matchs aller-retour, y compris la finale. 

## Équipes qualifiées
Trois équipes sont directement qualifiées pour les quarts de finale :
- SSV Dornbirn/Schoren
- Split Kaltenberg
- Fibrex Săvinești

et dix équipes doivent passer par le tour préliminaire :
- HC Haskovo
- HIFK Helsinki
- HBC Nîmes
- OF Néa Ionía
- HC Messana
- EB Start Elbląg (en)
- Porto Salvo
- KSK Luch Moscou
- Izmir Belediyesi Kulübü
- Karpaty Oujhorod

## Résultats

### Tour préliminaire
| Date Aller      | Club                 | Aller   | Total   | Retour  | Club                    | Date Retour     |
| --------------- | -------------------- | ------- | ------- | ------- | ----------------------- | --------------- |
| 10 février 2001 | KSK Luch Moscou      | 39 – 14 | 77 – 36 | 38 – 22 | HIFK Helsinki           | 11 février 2001 |
| 10 février 2001 | Porto Salvo          | 25 – 24 | 44 – 49 | 19 – 25 | OF Néa Ionía            | 17 février 2001 |
| 10 février 2001 | Karpaty Oujhorod     | 30 – 18 | 60 – 43 | 30 – 25 | HC Haskovo              | 17 février 2001 |
| 10 février 2001 | HC Messana           | 17 – 19 | 30 – 43 | 13 – 24 | HBC Nîmes               | 18 février 2001 |
| 17 février 2001 | EB Start Elbląg (en) | 23 – 27 | 44 – 51 | 21 – 24 | Izmir Belediyesi Kulübü | 18 février 2001 |

### Quarts de finale
| Date Aller   | Club             | Aller   | Total   | Retour  | Club                    | Date Retour  |
| ------------ | ---------------- | ------- | ------- | ------- | ----------------------- | ------------ |
| 3 mars 2001  | KSK Luch Moscou  | 37 – 13 | 66 – 35 | 29 – 22 | Izmir Belediyesi Kulübü | 10 mars 2001 |
| 10 mars 2001 | OF Néa Ionía     | 22 – 25 | 39 – 49 | 17 – 24 | Split Kaltenberg        | 11 mars 2001 |
| 4 mars 2001  | HBC Nîmes        | 35 – 14 | 52 – 33 | 17 – 19 | Karpaty Oujhorod        | 10 mars 2001 |
| 10 mars 2001 | Fibrex Săvinești | 33 – 20 | 71 – 33 | 21 – 24 | SSV Dornbirn/Schoren    | 11 mars 2001 |

### Demi-finales
| Date Aller     | Club             | Aller   | Total   | Retour  | Club             | Date Retour  |
| -------------- | ---------------- | ------- | ------- | ------- | ---------------- | ------------ |
| 31 mars 2001   | Split Kaltenberg | 33 – 24 | 52 – 48 | 19 – 24 | Fibrex Săvinești | 8 avril 2001 |
| 1er avril 2001 | HBC Nîmes        | 25 – 17 | 41 – 35 | 16 – 18 | KSK Luch Moscou  | 7 avril 2001 |

### Finale
La finale a été remportée par le Handball Cercle Nîmes, vainqueur de ses deux matchs face au Split Kaltenberg :
| Date Aller | Club             | Aller  | Total   | Retour  | Club      | Date Retour |
| ---------- | ---------------- | ------ | ------- | ------- | --------- | ----------- |
| 5 mai 2001 | Split Kaltenberg | 18 -22 | 34 – 40 | 16 – 18 | HBC Nîmes | 13 mai 2001 |

#### Finale aller
| 5 mai 2001 18h00 | Split Kaltenberg | 18 – 22         | HBC Nîmes      | Split Affluence : 500 Arbitrage : Liachovičius, Paškevičius |
| 5 mai 2001 18h00 | Maja Zebić 5     | (11-9)          | Pascale Roca 6 | Split Affluence : 500 Arbitrage : Liachovičius, Paškevičius |
| 5 mai 2001 18h00 | ×3               | EHF Hand Action | ×4             | Split Affluence : 500 Arbitrage : Liachovičius, Paškevičius |

- Split Kaltenberg
  - Gardiennes : Anita Strunje, Blazenka Sirnić (60 min, 16 arrêts dt 2/6 pen.), Marija Bralić.
  - Joueuses de champ : Ina Gudelj (1/1), Željana Primorac, Stipanka Ivandić, Ana Grčić (2/2), Ineska Tadić (4/12 dt 2/2 pen.), Maja Zebić (5/8), Ivanka Hrgović (2/3), Goranka Anterić (1/11), Željana Štević (3/4).
  - balles perdues:  13
- HBC Nîmes
  - Gardiennes : Karine Zucker (0/1 pen.) Elisabeta Roşu (60 min, 18 arrêts dt 0/1 pen.)
  - Joueuses de champ : Rébecca Oberlé (4/9 dt 0/1 pen.), Gaëlle Camberlin, Nathalie Macra (4/8), Céline Chepy, Corina Brici (3/6), Véronique Boucoiran, Sandy Demangeon (3/5 dt ? pen.), Pascale Roca (6/10 dt ? pen.), Sonia Parent, Laïsa Lerus (2/5 dt 0/1 pen.).
  - Balles perdues : 10

#### Finale retour
| 13 mai 2001 18h00 | HBC Nîmes    | 18 – 16         | Split Kaltenberg  | Le Parnasse, Nîmes Affluence : 3 400 Arbitrage : Valērijs Jaškins, Ilmārs Kazinieks |
| 13 mai 2001 18h00 | 3 joueuses 4 | (8-8)           | Goranka Anterić 8 | Le Parnasse, Nîmes Affluence : 3 400 Arbitrage : Valērijs Jaškins, Ilmārs Kazinieks |
| 13 mai 2001 18h00 | ×2           | EHF Hand Action | ×3                | Le Parnasse, Nîmes Affluence : 3 400 Arbitrage : Valērijs Jaškins, Ilmārs Kazinieks |

- HBC Nîmes
  - Gardiennes : Karine Zucker (4 min, 0 arrêts dt 0/1 pen.), Elisabeta Roşu (56 min, 9 arrêts)
  - Joueuses de champ : Rébecca Oberlé (2/6 dt 1/1 pen.), Manuela Ilie, Nathalie Macra (4/6), Céline Chepy, Corina Brid (1/1,  27'), Véronique Boucoiran (0/3), Sandy Demangeon (0/2), Pascale Roca (4/9 dt 1/3 pen.,  54'), Parent (3/4), Laïsa Lerus (4/10 dt 1/1 pen.).
  - Balles perdues  : 14
- Split Kaltenberg
  - Gardiennes : Anita Strunje, Blazenka Sirnić (60 min, 24 arrêts dt 2/5 pen.), Marija Bralić.
  - Joueuses de champ : Ina Gudelj ( 54'), Željana Primorac, Stipanka Ivandić, Ana Grčić ( 43'), Ineska Tadić (2/6), Maja Zebić (4/5,  43'  52'), Ivanka Hrgović (1/4,  7'  38'), Goranka Anterić (8/15 dt 1/1 pen.), Željana Štević (1/3).
  - Balles perdues 23

## Les championnes d'Europe
| Championne d'Europe Coupe Challenge 2001 Handball Cercle Nîmes 1er titre |

L'effectif du Handball Cercle Nîmes était :
| no | Joueuse              | Nationalité | Poste            | Âge    | Taille | Poids |
| -- | -------------------- | ----------- | ---------------- | ------ | ------ | ----- |
| 13 | Corina Brici         | Roumanie    | Pivot            | 29 ans | 1,81 m | 75 kg |
| 14 | Véronique Boucoiran  | France      | Ailière droite   | 28 ans | 1,55 m | 54 kg |
| 5  | Gaëlle Camberlin     | France      | Ailière gauche   | 18 ans | 1,60 m | 61 kg |
| 11 | Céline Chepy         | France      | Pivot            | 22 ans | 1,75 m | 83 kg |
| 7  | Audrey Colmano       | France      | Arrière gauche   | 25 ans | 1,77 m | 75 kg |
| 17 | Sandy Demangeon      | France      | Ailière droite   | 22 ans | 1,70 m | 63 kg |
| –  | Manuela Ilie         | Roumanie    | Demi-centre      | 39 ans | 1,78 m | 70 kg |
| 9  | Christelle Jover     | France      | Ailière gauche   | 24 ans | 1,73 m | 55 kg |
| 6  | Sarah Kirman         | France      | Ailière gauche   | 29 ans | 1,69 m | 59 kg |
| 20 | Laïsa Lerus          | France      | Demi-centre      | 26 ans | 1,63 m | 65 kg |
| 10 | Nathalie Macra       | France      | Arrière gauche   | 24 ans | 1,76 m | 70 kg |
| –  | Virginie Nervo       | France      | Arrière gauche   | 27 ans | 1,74 m | 65 kg |
| 1  | Véronique Nougaillac | France      | Arrière droite   | 18 ans | 1,65 m | 70 kg |
| 3  | Rebecca Oberlé       | France      | Arrière droite   | 27 ans | 1,67 m | 63 kg |
| 19 | Sonia Parent         | France      | Ailière droite   | 27 ans | 1,64 m | 59 kg |
| 18 | Pascale Roca         | France      | Arrière droite   | 34 ans | 1,77 m | 67 kg |
| 16 | Elisabeta Roșu       | Roumanie    | Gardienne de but | 33 ans | 1,70 m | 75 kg |
| 1  | Karine Zuker         | France      | Gardienne de but | 25 ans | 1,78 m | 76 kg |
| –  | Alain Portes         | France      | Entraîneur       | 39 ans | –      | -     |